# Parafia Matki Bożej z Guadalupe w Budach Barcząckich
Parafia Matki Bożej z Guadalupe w Budach Barcząckich – parafia rzymskokatolicka należąca do dekanatu mińskiego - Narodzenia NMP, diecezji warszawsko-praskiej, metropolii warszawskiej Kościoła katolickiego.
Parafię erygował abp Henryk Hoser SAC 12 grudnia 2008, a w 2012 wmurował kamień węgielny we wznoszonym wówczas kościele.

## Zasięg parafii
Do parafii należą wierni z następujących miejscowości: Barcząca, Budy Barcząckie, Stare Zakole, Targówka i Zakole-Wiktorowo